# 丈人 (星官)
丈人是中国古代星官之一，属于二十八宿的井宿，位于现代星座的天鴿座。《丹元子步天歌》：“孙子丈人市下列，各立两星从东说”，丈人的位置在赤纬-35°左右含有两颗恒星，在中国于每年冬季夜晚出现在南方低空。

## 所含恒星[2]
| 中國星名 | 現代星名 | 所屬星座 |
| -------- | -------- | -------- |
| 丈人一   | α Col    | 天鴿座   |
| 丈人二   | ε Col    | 天鴿座   |